# Lomographa percnosticta
Lomographa percnosticta es una especie de polillas de la familia Geometridae. La especie fue descrita por primera vez por el entomólogo Katsumi Yazaki en 1994, con distribución en la isla de Taiwán. El holotipo de la especie fue descrita en el sector Lungtan, de ahí su nombre, a poca distancia de la ciudad de Nanjing.